# Zendmast Eys

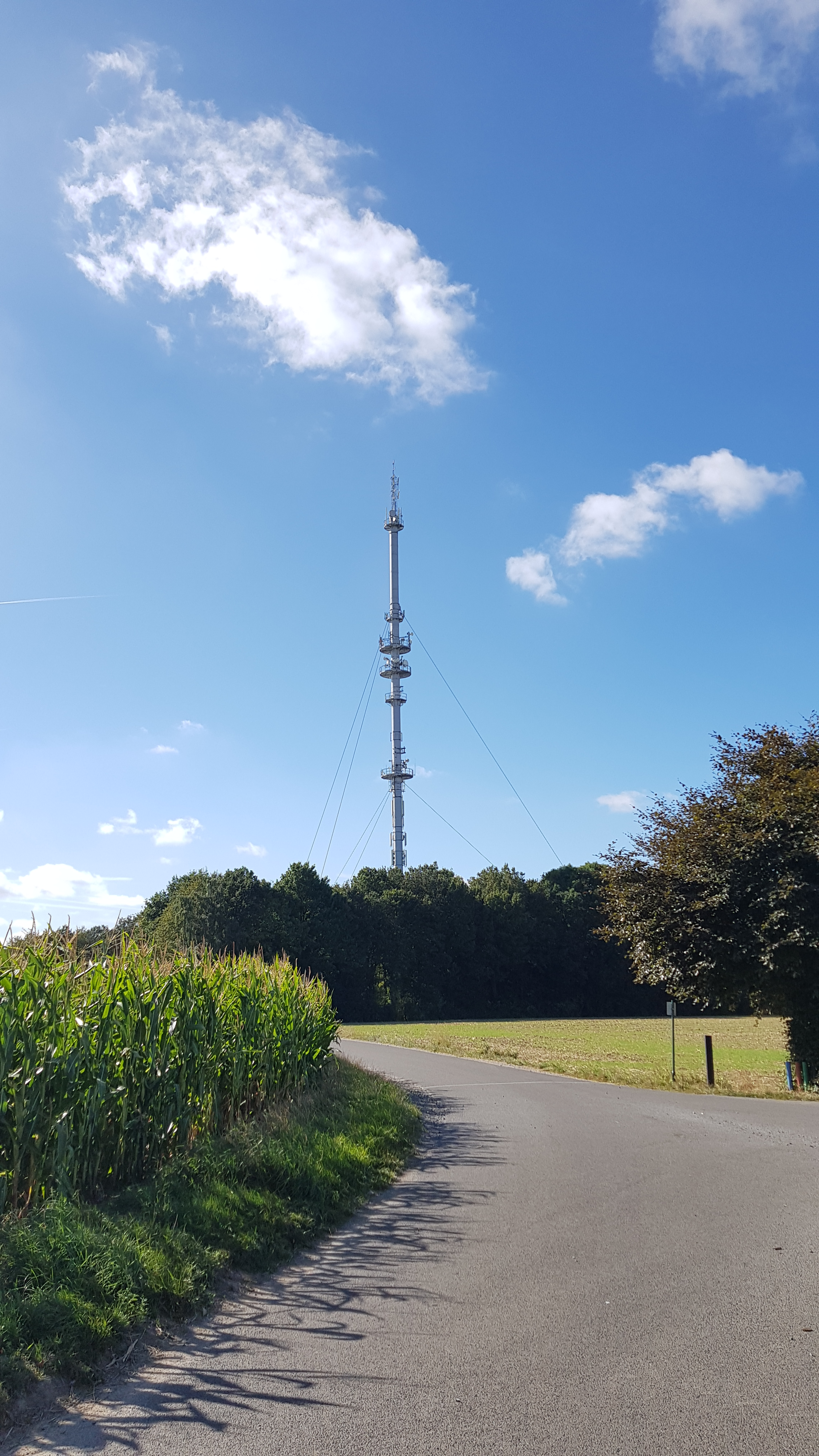
De zendmast gezien vanuit het noordoosten

De Zendmast Eys is een zendmast in Nederlands Zuid-Limburg in de gemeente Gulpen-Wittem. De zendmast staat ten noordwesten van Eys aan de Eyserbosweg bij de buurtschappen Eyserheide en Elkenrade hoog op de Eyserberg op het Plateau van Ubachsberg. Direct ten zuidwesten van de zendmast ligt het hellingbos Eyserbos op de noordelijke dalwand van het Eyserbeekdal, niet ver van waar dit dal, het Selzerbeekdal, Geuldal en Gulpdal samen komen.

## Geschiedenis
In de Tweede Wereldoorlog werd de Eyserberg vanwege de hooggelegen locatie gebruikt door de geallieerden als radarpost.
In 1972 werd de zendmast gebouwd.
In 2007 verkocht eigenaar KPN de toren aan Cellnex die hier vervolgens een datacenter vestigde.

## Constructie
De zendmast is een metalen buismast met een hoogte van 94 meter. De mast heeft meerdere platforms waarop de communicatieapparatuur is aangebracht en de toren heeft zes tuikabels.